# 张楷 (东汉)
张楷（?—?），字公超，蜀郡成都县（今四川成都市东南）人，东汉政治人物。张霸之子。
张楷通晓经学《严氏春秋》、《古文尚书》，门徒常常有百人之多。家贫无以为业，常乘驴车至以卖药为生，足以养家糊口，辄还乡里。曾隐居弘农山中，学者慕名而随，因之成为集市，被人称为公超市。张楷好道术，自称能作五里雾。朝廷有辟举，他都不接受。汉桓帝时，遭诬陷，收捕狱中。在狱中讽诵经籍，作《尚书注》。后得释放，建和三年（148年）朝廷安车备礼聘任，因病辞官，时年七十岁，在家去世。其子张陵、张玄。

## 延伸阅读
[在维基数据编辑]
 《後漢書·卷36》，出自范晔《後漢書》
 《東觀漢記》